# おりもとみまな
おりもとみまな（1977年9月24日 - ）は、日本の漫画家。男性。
けんろー工房名義で同人作家としての活動も行っている。

## 作品リスト

### 連載中の漫画作品
- ばくおん!!（秋田書店、『月刊ヤングチャンピオン烈』掲載、既刊19巻）

### 完結した漫画作品
- 魔法少女猫X（角川書店、全2巻）
- メイドいんジャパン（秋田書店、全4巻）
- ときめき水滸伝（フランス書院、単巻） ※成年コミック ISBN 978-4-8296-7879-4
- みさお MY LOVE（コアマガジン、単巻） ※成年コミック ISBN 978-4-86252-292-4
- ペンコイ（日本文芸社、『さくらハーツ』掲載、さくらハーツコミックス、既刊1巻／未完）
  - ペンコイ（日本文芸社、CHコミックス、既刊1巻／未完）ISBN 978-4-537-12927-4（2012年8月9日発売）
- 性なる嘘つき―おりもとみまなチェンジH短編集（少年画報社、単巻）ISBN 978-4-7859-3739-3
- ばくおん!! 〜台湾編〜（シナリオ原案：太田ぐいや、秋田書店、ヤングチャンピオン烈コミックス、全4巻）

### アニメ
- 一緒にHしよっ♡〜辻すずらん編〜（ちちのや） - キャラクターデザイン担当[3]